# Зеаглі-Дарваза — Іл'яли
Зеаглі-Дарваза — Іл'яли — трубопровід у Туркменістані, який забезпечує видачу продукції газовидобувного району в центральній частині пустелі Каракуми.
В 2009 році почалась розробка родовища Зеаглі-Дарваза, для видачі продукції якого проклали газопровід діаметром 720 мм. Довжина трубопроводу становить 220 км кілометрів, а кінцевий пункт знаходиться на компресорній станції Іл'яли зі складу системи Довлетабад — Дер'ялик.